# Cherrelle Garrett
Cherrelle Garrett (née le 7 mai 1989) est une bobeuse américaine. Elle remporte le titre mondial en bob à deux avec Elana Meyers, lors des mondiaux 2015.

## Palmarès

### Championnats monde
- Médaillée d'or en bob à 2 en 2015 avec Elana Meyers.

### Coupe du monde
- 10 podiums  : 
  - en bob à 2 : 7 victoires, 1 deuxième place et 2 troisièmes places.

#### Détails des victoires en Coupe du monde
| Édition   | Bob à 2                                        | Monobob |
| 2014-2015 | Lake Placid Calgary Altenberg La Plagne Sotchi |         |
| 2015-2016 | Winterberg Lake Placid                         |         |